# داماء
داماء هي قرية سعودية تابعة لمحافظة ميسان بمنطقة مكة المكرمة. 

## الموقع
تقع في الجهة الشرقية من محافظة ميسان، وذلك على امتداد طريق ثقيف وتمتد من نهاية الجبال المطلة على قرية داماء بنهاية حدود قرية ظفر غرباً إلى جبال الخذوة وحلبا شرقاً ومن جبال أم جراد والمحرق جنوباً إلى امتداد جبال داماء السوداء بنهاية الحدود الشرقية لقرية المناضح.

## السكان
يصل عدد سكانها لقرابة الـ200 نسمة يشتغلون بالزراعة ورعي الأغنام كثير منهم بوظائف حكومية في نفس المنطقة وفي معظم مناطق المملكة وبخاصه جده ومكه والطائف وجميع مناطق المملكة.

## سد داماء
يقع أكبر سد بالمنطقة فيها في الجهة الغربية من أعلى الوادي. وأيضاً هناك آثار السد القديم الذي يعود تاريخه إلى العصر الأموي مع وجود نقش وكتابات على إحدى جوانبه والتي لا تزال محفوظه ومن أهم الجبال فيها هدام وجبل خضير وجبل عرق الصانع وغيرها.